# Idiocnemis govermasensis
Idiocnemis govermasensis är en trollsländeart som beskrevs av John Michalski 1995. Idiocnemis govermasensis ingår i släktet Idiocnemis och familjen flodflicksländor. Inga underarter finns listade i Catalogue of Life.